# 柴辻俊六
柴辻 俊六（しばつじ しゅんろく、1941年9月10日 - 2022年5月21日 ）は、日本の歴史学者・古文書学者・図書館員。元早稲田大学図書館司書。専門は日本の戦国時代史。

## 来歴・業績
1941年、山梨県中巨摩郡竜王村（現甲斐市、旧竜王町）に生まれる。農家・斎藤家の次男。1957年に竜王村立竜王中学校、1960年に山梨県立甲府第一高等学校、1964年に早稲田大学教育学部を卒業。卒業論文において山梨県郷土史を題材とし、郷土史家の赤岡重樹の教示を受け「村落形成と水利潅漑」（主査、熊谷幸次郎）として発表する。同大学院文学研究科史学専修修士課程に入学すると荻野三七彦から古文書学の指導を受け、山梨県に現存する古文書を採集し『新編甲州古文書』として編纂する。
1967年に修士課程を修了し、修士論文は戦国大名の領国構造論をテーマとした「戦国大名の諸役体制-甲斐武田氏領国の在地構造の検討-」（主査荻野三七彦、副査森克己・北島正元）で、佐藤八郎や服部治則らの山梨県史研究者の知己を得る。1969年に柴辻槙子と結婚して柴辻姓に改姓。
その後は教職を務めつつ博士課程に在学し、後北条氏研究会や日本古文書学会に所属する。1970年に大学院博士課程を単位取得退学し、早稲田大学図書館（現在の中央図書館）に勤務する。同館に新たに設置された古文書室において旧家所蔵の古文書を整理し、近世から近現代の文書整理や「大隈文書」など寄贈文書の目録化、未整理文書の調査、原典との照合作業などを行っているほか、萩野研究室から移管された中世文書の刊行にも携わる。この頃には武田氏関係文書の収集もはじめ、戦国期研究会や地方史研究協議会に所属し戦国史研究者とも交友する。
一時は学部図書室へ異動し、1996年に特別資料係員となり業務を継続する。また、『紀要』において収蔵史料の紹介も行っている。早稲田大学図書館には2001年11月まで務める。
1999年からは早稲田大学社会科学部、法政大学大学院、2001年から國學院大學文学部、2002年から早稲田大学教育学部、2006年から日本大学文理学部において非常勤講師として教壇に立っている。1983年には、早稲田大学から「戦国大名領の研究」により文学博士の学位を授与された。
早稲田大学図書館の定年退職後には武田氏研究に専念し、武田氏学会や信濃史学会を中心に論文執筆や史料集・論集の刊行、現地調査をはじめ一般向け著作の執筆などを行っている。
学会においては、日本古文書学会運営委員・評議員、地方史研究協議会常任委員、山梨郷土研究会理事などをつとめた他、1981年に練馬古文書研究会、1987年に武田氏研究会、同年練馬地名研究会などの発足に関わった。
自治体史の編纂委員や編纂委員も多く務めており、『山梨県史』をはじめ『大月市史』『大田区史』『国分寺市史』『甲府市史』『高根町史』『鳴沢村史』『昭和町誌』『境川村誌』『都留市史』『勝山村誌』『身延町誌』『豊富村誌』『富沢町史』『山梨市史』『鰍沢町誌』などに参加している。黒田基樹との『戦国遺文』武田氏編の刊行なども特筆すべき業績である。2007年、NHK大河ドラマ『風林火山』の時代考証も担当している。
2022年5月21日、東京都内の病院で心不全により死去。80歳没。

## 受賞歴・叙勲歴
- 1992年、野口賞受賞[1]。

## 著書

### 単著
- 『龍王の慈照寺』慈照寺、1979年
- 『ガイドブック新宿区の文化財－古文書』新宿区教育委員会、1981年
- 『戦国大名領の研究　甲斐武田氏領の展開』名著出版、1981年
- 『戦国大名文書の読み方・調べ方』雄山閣出版、1984年
- 『武田信玄-その生涯と領国経営』文献出版、1987年
- 『戦国大名武田氏領の支配構造』名著出版、1991年
- 『真田昌幸』（人物叢書）吉川弘文館、1996年
- 『戦国大名と古文書』文献出版、2000年
- 『戦国大名武田氏領の展開』岩田書院、2001年
- 『武田勝頼』新人物往来社、2003年
- 『甲斐武田一族』新人物往来社、2005年
- 『武田信玄合戦録』角川選書、2006年
- 『信玄の戦略─組織・合戦・領国経営』中公新書、2006年
- 『戦国期武田氏領の形成』校倉書房、2007年
- 『信玄と謙信』（高志書院選書3）高志書院、2009年
- 『戦国期武田氏領の地域支配』岩田書院、2013年
- 『真田幸綱・昌幸・信幸・信繁 戦国を生き抜いた真田氏三代の歴史』岩田書院、2015年
- 『織田政権の形成と地域支配』戎光祥出版、2016年
- 『戦国文書調査マニュアル』（歴史史料に学ぶ 1）戎光祥出版、2017年
- 『戦国期武田氏領の研究 軍役・諸役・文書』勉誠出版、2019年

### 編著
- 『武田氏の研究』吉川弘文館、1984年
- 『早稲田文庫の古文書解題』岩田書院、1998年
- 『武田信玄大事典』新人物往来社、2000年
- 『古文書演習 様式と解釈』海老澤衷、本郷和人共編 続群書類従完成会、2003年4月
- 『武田信虎のすべて』新人物往来社、2007年
- 『武田勝頼のすべて』平山優共編、新人物往来社、2007年
- 『武田氏家臣団人名辞典』平山優、黒田基樹、丸島和洋共編 東京堂出版 2015年

### 編纂
- 『新編甲州古文書』荻野三七彦共編（3巻）角川書店、1966年-1969年
- 『戦国遺文 武田氏編』東京堂出版、2002年-

## 論文
- <柴辻俊六